# Carrer Nou (Garrigoles)
El Carrer Nou és una obra de Garrigoles (Baix Empordà) inclosa a l'Inventari del Patrimoni Arquitectònic de Catalunya.

## Descripció
Carrer situat al nucli de les Olives. ÉS de traçat recte i curt. Les cases que el formen són de tipus senzill, en general de pedra, de planta baixa i un pis, amb coberta de teula a dues vessants amb el carener paral·lel a la línia de façana. Algunes obertures són emmarcades en pedra. L'interès d'aquest carrer és tipològic, pel caràcter unitari dels seus edificis.

## Història
Els habitatges que formen el carrer Nou daten dels segles XVIII-XIX.